# هدست واقعیت مجازی

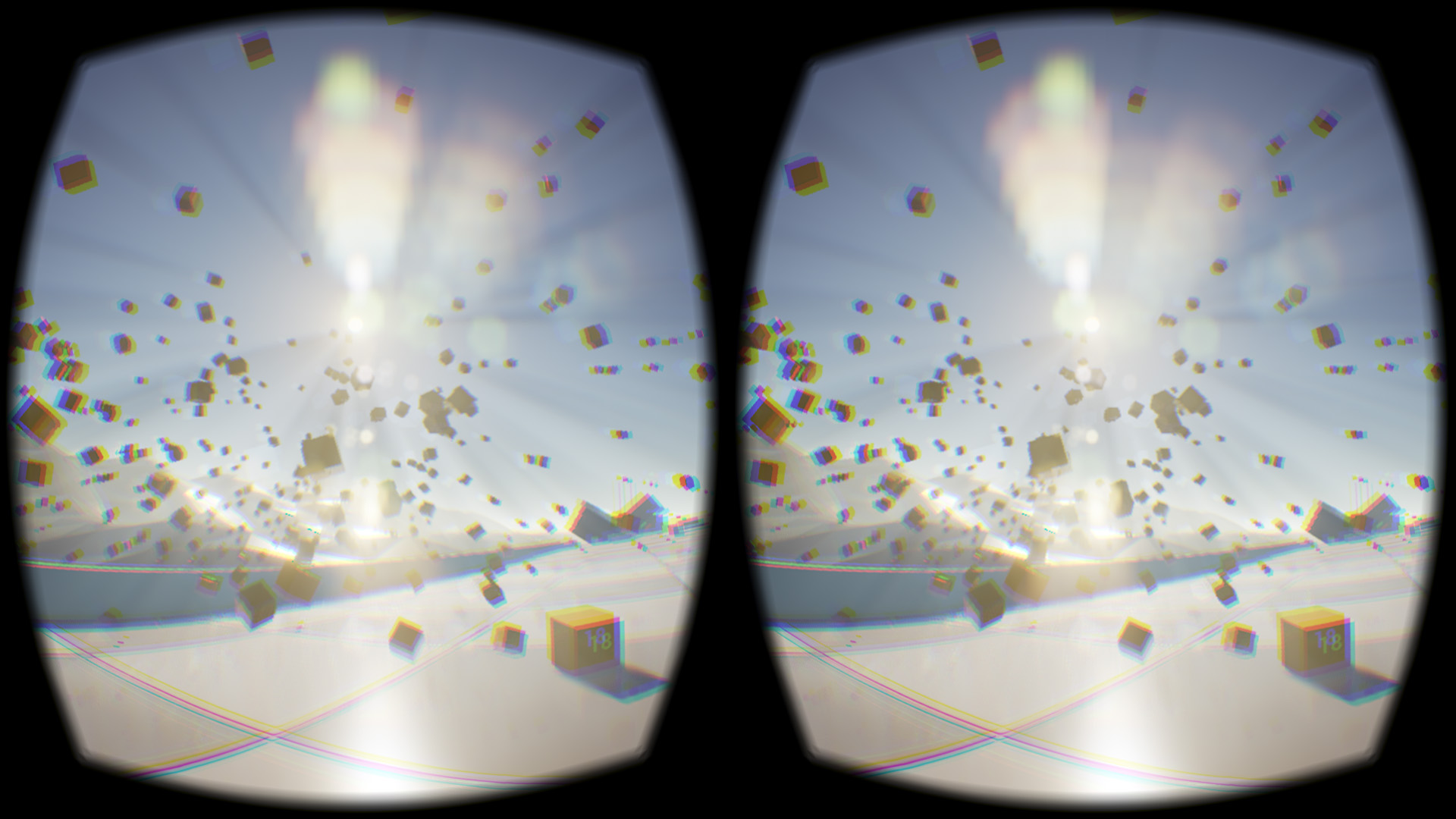
تصویری که توسط یک هدست وی‌آر نمایش داده می‌شود که بهم ریختگی لنز و انحراف رنگی را نشان می‌دهد.

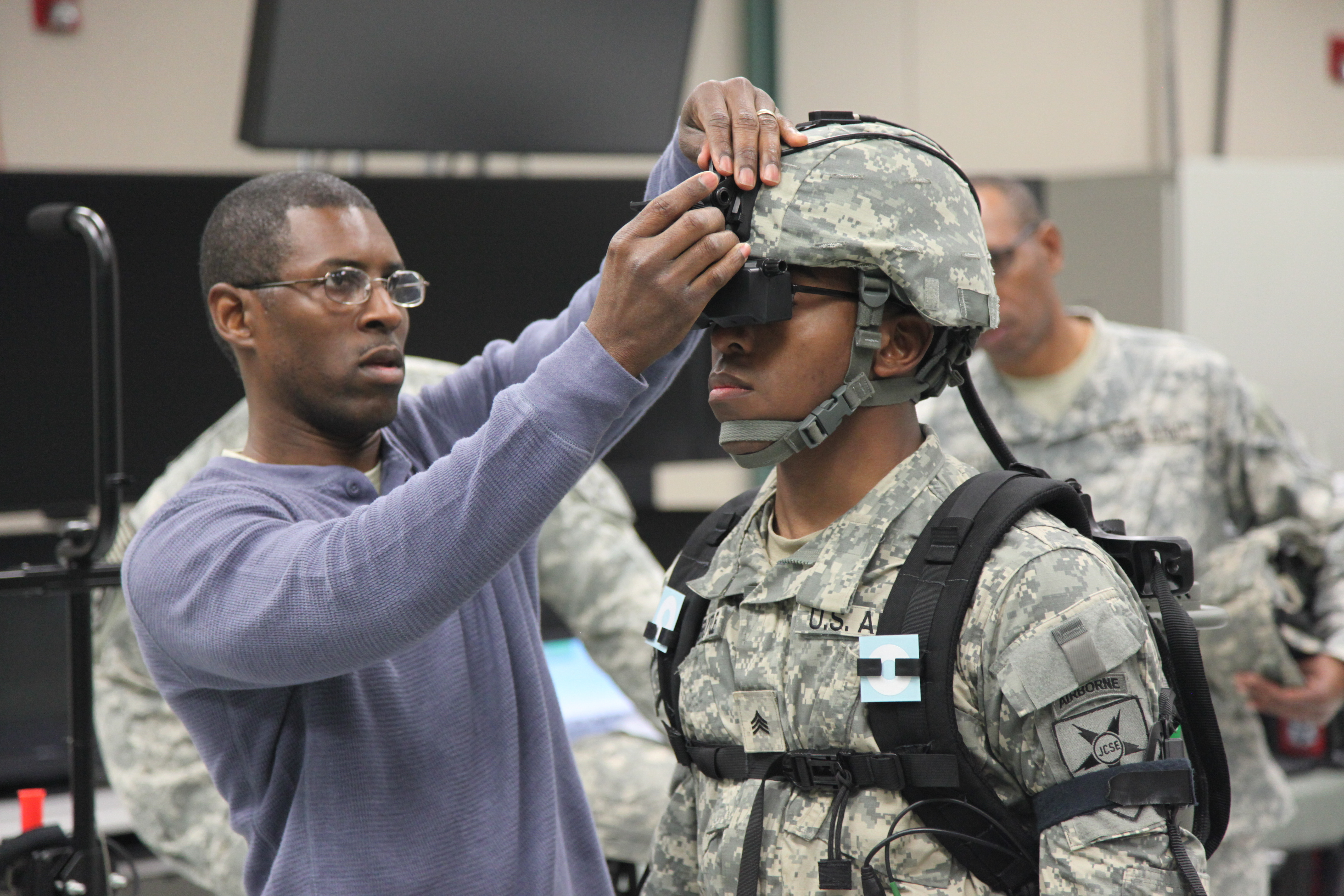
یک سرباز آمریکایی در حال آماده شدن برای استفاده از هدست واقعیت مجازی برای آموزش رزم زمینی در فرت‌ستوارت در سال ۲۰۱۳

هدست واقعیت مجازی (به انگلیسی: Virtual reality headset) یا هدست وی‌آر (به انگلیسی: VR headset) دستگاهی است که بر روی سر نصب می‌شود و واقعیت مجازی را برای کاربر فراهم می‌کند. هدست‌های واقعیت مجازی به‌طور گسترده در بازی‌های ویدئویی واقعیت مجازی استفاده می‌شوند و در برنامه‌های کاربردی دیگر مانند شبیه‌سازها و مربیان نیز کاربر دارند. هدست‌های واقعیت مجازی معمولاً دارای یک صفحه نمایش برجسته‌بینی (ارائه تصاویر جداگانه برای هر چشم)، صدای استریو و حسگرهایی مانند شتاب‌سنج و ژیروسکوپ برای ردیابی وضعیت سر کاربر جهت مطابقت با جهت دوربین مجازی با موقعیت‌های چشم کاربر در دنیای واقعی هستند.
برخی از هدست‌های واقعیت مجازی دارای سنسورهای ردیابی چشم و کنترل‌کننده بازی هم هستند. عینک واقعیت مجازی از فناوری به نام ردیابی سر استفاده می‌کند که با چرخاندن سر فرد، میدان دید را تغییر می‌دهد. این فناوری ممکن است کامل نباشد چون اگر سر خیلی سریع حرکت کند تأخیر وجود دارد. با این حال، تجربه ای فراگیر را به کاربر ارائه می‌دهد.
هدستهای واقعیت مجازی شامل 2 گروه میشوند ، هدستهایی با قابلیت اتصال به کامپیوتر با display port که میتوان بازیهای VR کامپیوتر یا pcvr را اجرا کرد و هدستهای موبایلی که قطعات پردازشی درون خود هدست میباشد که معروف به stand_alone headset میباشند . از هدستهای با قابلیت اتصال به کامپیوتر میتوان به valve index و pimax و big screen beyond نام برد و همچنین معروفترین هدستهای standalone میتوان به quest 2 , quest 3 و pico 4 اشاره کرد .
همچنین بر اساس داده های ارائه شده توسط CasinosEnLigne.com، در پنج سال گذشته بیش از ۵۱ میلیون هدست واقعیت مجازی در سراسر جهان ارسال شده است. تقاضای جهانی برای واقعیت مجازی در سال های اخیر به طور قابل توجهی افزایش یافته است. با اینکه بازی های ویدیویی همچنان پیشرو در کاربردهای مصرفی واقعیت مجازی هستند، اما این فناوری کاربردهای دیگری مانند کنسرت های مجازی و تمرینات ورزشی مجازی نیز پیدا کرده است. بسیاری از مشاغل نیز استفاده خود را از واقعیت مجازی افزایش داده اند، از آموزش و طراحی گرفته تا تولید و ایجاد تجربه کاربری بهتر.
افزایش استفاده از فناوری واقعیت مجازی، مهم ترین عامل پشت رشد قابل توجه ارسال محموله بوده است. یک نظرسنجی Statista نشان می دهد که در پنج سال گذشته ۵۱.۱ میلیون هدست واقعیت مجازی در سراسر جهان ارسال شده است. بیش از ۶۵ درصد از کل فروش در سال‌های ۲۰۲۱ و ۲۰۲۲ انجام شده است که سال‌های رکوردشکنی برای ارسال هدست‌های واقعیت مجازی بوده است.
آمارها نشان می دهد که بیش از ۱۴.۲ میلیون هدست واقعیت مجازی تنها در سال ۲۰۲۱ ارسال شده که تقریباً دو برابر تعداد مشاهده شده در سال قبل است. در سال ۲۰۲۲، کل محموله ها به بیش از ۱۹ میلیون دستگاه در سراسر جهان رسید که از مجموع سال‌های ۲۰۱۸، ۲۰۱۹ و ۲۰۲۰ بیشتر است.
Statista انتظار دارد که امسال با وجود کاهش فروش، ۲۱.۷ میلیون واحد دیگر ارسال شود. انتظار می رود تا سال ۲۰۲۴، تعداد هدست های واقعیت مجازی نصب شده در سراسر جهان به تقریباً ۱۰۰ میلیون برسد.
افزایش تقاضا برای فناوری واقعیت مجازی، درآمد بازار را نیز به رکوردهای جدیدی رسانده است. طبق گزارش Statista، انتظار می رود فروش جهانی هدست های واقعیت مجازی در سال ۲۰۲۳ درآمدی به میزان ۹.۱ میلیارد دلار به دست آورد، که ۱۳ درصد بیشتر از سال گذشته است. این همچنین نشان دهنده افزایش قابل توجهی نسبت به ۳.۴ میلیارد دلاری است که کل بازار تنها سه سال پیش به دست آورده بود.

## کاربردها

### نظامی
هدست های واقعیت مجازی توسط نیروهای مسلح ایالات متحده استفاده شده است. این ابزار به ویژه برای آموزش‌های خطرناک برای پرسنل نظامی بدون آسیب رساندن به استفاده شده است. 

### معماری
واقعیت مجازی یک ابزار قدرتمند و نوآورانه در دنیای معماری است که به معماران امکان می‌دهد پروژه‌های خود را به شکل حرفه‌ای‌تر و واقعی‌تر پرزانته کنند. با استفاده از این فناوری، معماران می‌توانند طرح‌های سه‌بعدی خود را به صورت واقع‌گرایانه به مشتریان، همکاران و سرمایه‌گذاران نمایش دهند. این فناوری نه تنها به مخاطبان اجازه می‌دهد تا قبل از ساخت پروژه، به صورت مجازی در فضاهای طراحی شده حرکت کنند و جزئیات را بررسی کنند.

### آموزش و تشخیص پزشکی
هدست های واقعیت مجازی در حال حاضر به عنوان وسیله ای برای آموزش دانشجویان پزشکی برای جراحی استفاده می شوند. این به آنها اجازه می دهد تا رویه های ضروری را در یک محیط مجازی و کنترل شده انجام دهند.